# Volvo B6F
Volvo B6F/B609/B6FA — шасси, на котором строили свои автобусы различные автопроизводители, выпускаемое шведским автопроизводителем Volvo Bussar в период с 1976 по 1987 год. Пришло на смену шасси Volvo B54.

## История
Серийно выпускаемый с 1966 по 1971 год автобус Volvo B54 был безуспешен, а шасси Volvo B57 из-за особо крупных габаритов было вытеснено с конвейера шасси B609 в 1976 году. В 1978 году оно было вытеснено с конвейера шасси B6F, которое имело сходства с B609, но удовлетворяло правилам эксплуатации автобусов. Компания Volvo также представила B6FA, который был более обычным переднемоторным шасси и немного больше предыдущих. В то время как полная масса B6F составляла 9,3 тонны, полная масса B6FA составляла 12 тонн. Производство B6F было завершено в 1982 году, тогда как производство B6FA продолжалось до 1987 года.
Автобусы на шасси B6FA эксплуатировались в Австралии — в Сиднее и Мельбурне.